# Prognathorhynchus typhlus
Prognathorhynchus typhlus är en plattmaskart som beskrevs av L`Hardy 1964. Prognathorhynchus typhlus ingår i släktet Prognathorhynchus och familjen Gnathorhynchidae. Inga underarter finns listade i Catalogue of Life.